# Металлургический район (Челябинск)
Металлурги́ческий райо́н — один из семи внутригородских районов городаЧелябинска. Расположен в северной части города. На территории района расположены посёлки Аэропорт 1-й, Аэропорт 2-й, Каштак, Першино.

## История
В 1931 году вблизи от посёлка Першино, в нескольких километрах к северу от тогдашних границ города Челябинска было начато строительство металлургического завода, но в 1935 году стройка была законсервирована. Осенью 1941 года было возобновлено строительство Челябинского металлургического завода (первоначальное название Бакальский металлургический завод). Рядом с заводом возводились дома для работников и был построен соцгород. Тогда эта территория находилась далеко от прежних границ города и первоначально даже не было сообщения общественного транспорта с городом. Первый автобусный рейс был запущен в мае 1944 года, трамвайный — в 1948 году а часть участков маршрутов от района до основной части города проходили практически по незаселённым до конца XX века местам.
С начала стройки завода и прилегающих жилых территории, административно они входят в территорию созданного в 1935 году Сталинского района города Челябинска.
22 февраля 1946 года в соответствии с указом Президиума Верховного Совета РСФСР «Об образовании Металлургического района в г. Челябинске» за счёт разукрупнения Сталинского (с 1961 года Центрального) района был образован Металлургический район. Появление района связано с созданием Челябинского металлургического завода. В Металлургический район вошли посёлки, созданные во время строительства ЧМЗ, а также существовавшие ранее: хутор Миасс, разъезд Шагол, ЧВВАКУШ, Першино, Мельзавод № 2, Каштак, деревня Казанцево. Численность Соцгорода составляла 50 тысяч человек, работало 15 предприятий и организаций, район имел 6 школ, 3 больницы, 3 библиотеки.
24 апреля 1946 года был создан Металлургический районный исполнительный комитет, первым председателем райисполкома стал Василий Сергеевич Самойлов.
Границы района неоднократно претерпевали изменения: в 1957 году Челябинский городской исполнительный комитет принял решение «Об уточнении границ районов города», в 1968 году району был передан посёлок Новое Першино, в 1985 году при образовании Курчатовского района часть территории Металлургического района отошла к нему. Современные границы района утверждены 14 апреля 1999 года.

## География
Металлургический район расположен в северной, обособленной части города. Площадь его составляет 106 км². На юге граничит с Калининским, на юго-востоке с Тракторозаводским, на западе с Курчатовским районами.
В северо-западной части района к жилым массивам примыкает Каштакский бор, который является памятником природы областного значения. На основании распоряжения Челябинского облисполкома в 1976 году бор получил статус лесопарка. Его площадь составляет 1543 га. Расположен на правом высоком берегу реки Миасс, где имеются скалистые обнажения гранита, в том числе известная Соколиная гора. Рельеф холмисто-увалистый. Древострой одноярусный, разреженный, иногда сомкнутый. Господствующей породой является сосна обыкновенная, встречаются также берёза повислая, а в понижениях — берёза пушистая и осина. В последнее время высажены дуб обыкновенный, клён ясенелистный, тополь бальзамический. На большей части территории бора имеется хороший многоярусный травяной покров. Животный мир обычен для лесостепных боров: заяц-беляк, белка, суслик, крот, мышевидные грызуны. На территории бора протекает река Каштак. Это правый приток реки Миасс с двумя истоками. Название реки происходит от тюркского «каштак» — крутой, обрывистый спуск, река в каменистом месте с крутыми берегами. Основной исток был перегорожен, сооружены пруды-отстойники.

## Население
| 1959     | 1970     | 1979     | 1989     | 2002     | 2005     | 2006     |
| -------- | -------- | -------- | -------- | -------- | -------- | -------- |
| 131 491  | ↗177 327 | ↗178 326 | ↘154 999 | ↘142 909 | ↘137 954 | ↗138 303 |
| 2007     | 2008     | 2009     | 2010     | 2011     | 2012     | 2013     |
| ↗139 017 | ↗139 445 | ↗140 851 | ↗141 367 | ↘141 298 | ↘140 476 | ↘139 621 |
| 2014     | 2015     | 2016     | 2017     | 2018     | 2019     | 2020     |
| ↘138 841 | ↗139 864 | ↘139 102 | ↘138 156 | ↘136 695 | ↘134 782 | ↘133 481 |
| 2021     | 2023     |          |          |          |          |          |
| ↘130 163 | ↘128 506 |          |          |          |          |          |

### Национальный состав
Основные религии: православие, католичество, лютеранство, ислам. Многонациональный район.

## Промышленные предприятия
На территории Металлургического района сконцентрировано почти 30 % промышленного потенциала города: ПАО «Мечел», ПАО «Челябинский металлургический комбинат», ПАО «Челябинский электродный завод», ПАО «Уралавтоприцеп», «Теплоприбор», ПАО «Кемма», АО «Мечелстрой» и другие, почти 700 предприятий малого предпринимательства.
В районе действуют 407 предприятий розничной торговли.

## Образование и здравоохранение
На 1 сентября 1946 года в Металлургическом районе действовало 6 школ. В настоящее время на территории района функционируют 19 школьных учреждений.
Один из первых детских садов был открыт в 1955 году, в бараке по улице Калмыкова. Спустя 10 лет было открыто более 20 детских дошкольных учреждений, к 1996 году — 66. В современных детских дошкольных учреждениях есть бассейны, сауны, зимние сады, ведётся подготовка к школе.
В настоящее время на территории района действуют 2 взрослых и 2 детских больничных комплекса, 2 диспансера, 6 детских медицинских учреждения, 3 санатория-профилактория.

## Культура и спорт
В районе действуют дворец культуры и техники «Мечел» (открыт в 1957 году), детский ДК «Данко» (построен в 1985 году), муниципальное учреждение культуры досуговый центр «Импульс» (создан в 1994 году на базе кинотеатров «Союз», «Орлёнок» и ансамбля бального танца «Импульс»), дом культуры «Восток» (основан в 1971 году как культурно-спортивный комплекс с целью популяризации здорового образа жизни и культурно-просветительной деятельности), музыкальная школа № 5, 10 библиотек, 24 образовательных учреждения, юридический техникум, металлургический колледж, 50 дошкольных учреждения, 3 стадиона («Спорт-Метар», «Мечел» и «Теплоприбор»), плавательный бассейн «Строитель», ледовый дворец «Мечел» (построен в 1995 году), 3 лыжные базы, 6 детских спортивных школ. В районе имеется муниципальный телевизионный центр «СТС-Метар». Здесь издаются газеты:19 «Челябинский металлург», «Голос строителя», «Соцгород».
В 1980-е годы был создан уникальный парк культуры и отдыха имени О. И. Тищенко, где установлены деревянные скульптуры героев сказок Бажова. В парке имеется единственный в городе аквариум и террариум, где представлены экзотические виды рыб и насекомых .
В 1996 году, к 50-летию района, было учреждено звание «Почётный гражданин района».
В 1992 году в Каштакском бору открылась лыжероллерная трасса, которая соответствует международным стандартам.
Далеко за пределами не только района, но и города известна волейбольная женская команда «Метар», играющая в суперлиге. Её воспитанницы стали призёрами Олимпийских игр в Сиднее.
В районном объединении детско-юношеских спортивных школ «Юность» действуют секции по различным видам спорта: бокс, борьба, лёгкая атлетика, конькобежный спорт, лыжные гонки и другие.

## Религия
В районе функционируют четыре храма Русской православной церкви: великомученика Георгия Победоносца, в честь иконы Божией Матери «Взыскание погибших», благоверного князя Димитрия Донского, святителя Луки Крымского. Кроме этого, действуют римско-католический храм Непорочного Зачатия Девы Марии, евангелическо-лютеранская кирха Спасителя Иисуса Христа, мусульманская мечеть.

## Транспорт
В восточной части района, возле села Баландина расположен международный аэропорт Челябинск. В районе, возле ТК «Орбита» находится одна из автостанций Челябинска «Северные ворота», с которой осуществляются междугородные и пригородные автобусные сообщения, в основном, в северном и северо-западном направлении. Район связан с остальными частями города регулярным пассажирским сообщением: действуют трамвайные, троллейбусные и автобусные маршруты, а также маршрутное такси.

## Комментарии
1. ↑  В 1930-х годах в Челябинске, также были начаты и велись другие крупнейшие промышленные стройки, в частности ЧГРЭС, заводы тракторный, ферросплавный, крупного станкостроения, цинковый, абразивный.